# 이집트 원정군
이집트 원정군(영어: Egyptian Expeditionary Force, EEF)은 제1차 세계 대전 중기인 1916년 9월 아치볼드 머레이 장군의 지휘 하에 지중해 원정군과 이집트 주둔군이 병합하면서 탄생한 영국 육군의 새로운 야전군이었다. 1916년 9월 창설부터 1918년 10월 28일 해체할 때까지 약 2년 간 이집트 원정군은 중동 전구, 그 중에서도 시나이-팔레스타인 전역에서 복무했다. 시나이반도와 팔레스타인 일대의 열악한 지리 및 기후로 인해 사막기마군단, 사막 기동군, 오스트레일리아 기마사단, ANZAC 기마사단과 같은 기병 부대가 이집트 원정군의 예하 부대로 재편되었다.
1915년 1월 오스만 제국의 수에즈 운하 기습으로 시나이-팔레스타인 전역이 시작된 이후, 1916년 4월 카티아 전투에서 독일 제국 육군에 큰 피해를 입은 영국 육군은 부대를 개편하기 시작했다. 1916년 아치볼드 머리가 이집트 원정군 사령관으로 부임할 당시 이집트에는 총 300,000명의 대영제국군 병력이 있었고, 이들 중 대부분은 갈리폴리 전역에서 후퇴한 부대 또는 ANZAC 부대였다. 1917년까지 서부 전선과 메소포타미아 전역의 열악한 상황으로 이집트 원정군의 부대는 지속적으로 차출되었다.
이러한 악조건에서도 이집트 원정군은 1916년 로마니 전투에서 오스만 주도 동맹군의 공격을 격퇴했고, 1917년 1월에는 팔레스타인 국경 지역으로 진격하였다. 이후 1917년 캅카스 전역과 아랍 반란을 통해 오스만 제국군이 중동 지역에서 패퇴하기 시작했지만 이집트 원정군은 제1차 및 제2차 가자 전투에서 오스만 제국군에 패배했고, 이후 이집트 원정군은 오스만 제국-독일 제국 동맹군에 승부를 보지 못한 채 팔레스타인 남부에서 교착 상황이 지속되었다. 1917년 6월 29일 영국 총리 데이비드 로이드 조지가 이집트 원정군의 사령관으로 보다 적극적인 승부를 하는 사령관을 요구해 에드먼드 알렌비가 에드워드 머리를 대체해 이집트 원정군의 사령관이 되었다. 알렌비는 1917년 베르세뱌 전투를 통해 팔레스타인에서의 교착 상황을 깨뜨렸고, 이후 1918년 10월까지 아랍 반란군과 함께 팔레스타인 지역을 북상해 1918년 10월 30일 알레포와 하리탄를 점령하게 되었다.
1918년 10월 30일 오스만 제국과의 전쟁이 끝난 후 이집트 원정군은 해체되었다. 이집트에 주둔한 영국군은 1919년 이집트 혁명 이후에도 지속적으로 남아있다가 1936년 영국-이집트 조약에 따라 수에즈 운하를 제외한 모든 이집트 영토에서 철수하기로 합의했고, 1956년 이집트 대통령 가말 압델 나세르가 수에즈 운하를 국유화하고 영국군이 수에즈 운하에서 철수하면서, 이집트에 주둔하던 영국군은 1956년 이후 완전히 이집트에서 철수하게 되었다.

## 역사
영국이 보호령으로 수립한 이집트 술탄국에서 형성된 초기의 작은 병력이 "이집트 주둔군"이라는 이름으로 수에즈 운하와 이집트를 경비하기 위해 모집되었으며, 이 군대는 크게 서부군과 동부군으로 구별되었다. 갈리폴리 전역에서 영국군이 철수한 후, 이집트 주둔군은 서부 전선에 대한 보강을 제공하기 위해 큰 예비군으로 성장했으며, 서부국경군은 1915년부터 1917년까지 세누시 전역에서 싸웠고, 동부군(EF)은 1916년 8월 로마니 전투에서 운하를 방어했다. 로마니 전투에서 승리한 후, 동부 전선군의 일부는 1916년 12월 마그다바 전투와 1917년 1월 라파 전투에서 승리한 후 오스만 제국군을 팔레스타인으로 추격했으며, 이 시점에 동부군 내에 사막 기동군이 형성되었다. 이집트 원정군의 승리로 영국은 상당한 이집트 영토를 탈환할 수 있었다. 하지만 이어서 3월과 4월에 남부 팔레스타인에서 벌어진 제1차 가자 전투와 제2차 가자 전투에서 오스만 제국을 상대로 동부군은 두 차례 패배했다.
1917년 4월부터 10월까지의 남팔레스타인 교착 동안, 머레이는 동부군의 진지를 강화했고, 6월에 에드먼드 앨런비 장군이 머레이를 대체해 이집트 원정군의 지휘를 맡아 공세를 시작하기 위한 준비를 시작했다. 그는 기동전을 사용하여 공세를 진행했다. 앨런비 장군은 군대를 강화하기 위해 이집트 원정군을 재조직해 제20군단, 제21군단 및 사막기마군단(이전에는 사막 기동군)으로 편성했다.  10월 31일에는 두 군단이 갈리폴리에서 싸운 오스만 제3군단이 방어하는 베르셰바를 점령했으며, 이로 인해 가자에서 베르셰바까지 이어지는 오스만 제국의 방어선이 약해졌다. 이후 텔엘쿠웨일페 전투, 제3차 가자 전투 및 하레이라 및 셰리아 전투를 통해 가자에서의 오스만 제국군은 어쩔 수 없이 철수했고, 예루살렘으로의 추격이 시작되었다. 후속 작전 중에 무가르 능선과 예루살렘에서 동부군이 승리하여 약 80km²에 달하는 오스만 재국의 영토가 영국군의 손에 넘어가게 되었다.
1918년 3월의 독일군의 춘계 공세로 서부 전선에서 영국군이 심각한 손실을 입은 것으로 인해 영국 정부는 이집트 원정군에서 병력을 돌려보내야 했다. 이 기간 동안, 앨런비의 병력은 다시 기동 전술을 채택하여 공세를 재개하기 전에 두 차례의 실패한 공격을 실시했다. 1918년 3월과 4월에는 암만을 향한 제1차 트란스요르단 공격과 샤네트 니므린과 에스 살트를 점령하기 위한 제2차 트란스요르단 공격이 있었다. 툴카름 전투와 탑소르 전투에서 성공적인 보병 공격으로 인해 오스만의 방어선에 간격이 생겨나게 되었다. 이를 통해 유대산맥에서 싸우는 오스만 보병을 기마사막군단이 포위할 수 있게 되었고, 이후 오스만 제국은 나사렛 전투, 아풀라 및 베트셰안 점령, 제닌 점령, 사마흐 전투 및 티베리아스 점령 등에서 연이어 패배했다. 이집트 원정군은 샤론 전투, 나블루스 전투와 제3차 트란스요르단 공격에서 세 개의 오스만군을 파괴하고 수천 명을 포로로 잡고 많은 무기를 노획했다. 이집트 원정군은 잔존한 독일군과 오스만군을 다마스쿠스와 알레포까지 추격했고, 1918년 10월 26일 하리탄 돌격을 끝으로 이집트 원정군의 전투는 끝났다. 오스만 제국이 1918년 10월 30일 무드로스 휴전 협정에 동의함에 따라 시나이-팔레스타인 전역이 종결되었다. 점령된 지역을 통치하기 위해 영국의 팔레스타인 위임통치령과 프랑스의 시리아 레바논 위임통치령이 국제 연맹의 감독 하에 설치되었다.

## 편제
1916년 창립 때부터 1918년 10월 무드로스 휴전 협정 때까지 이집트 원정군에 배치된 부대는 여러 차례 변경되었다. 본부는 구역에 따라 1구역이 이스마일리아, 2구역이 수에즈, 3구역이 포트사이드였지만 전선의 확대와 전황에 따라

### 1916
1916년 창립 당시, 이집트 원정군에 배속된 부대는 크게 서부국경군과 동부군이었다. 이집트 원정군 자체는 이집트 주둔군과 지중해 원정군이 합쳐지면서 탄생하게 되었다. 이집트 원정군 사령관 에드워드 머레이는 이후 수에즈 운하 방어뿐만 아니라 팔레스타인 침공을 위한 물자 및 장비도 받게 되었다. 서부국경군은 1918년까지 존재했지만 시나이-팔레스타인 전역 때는 에드워드 머레이가 일시적으로 지휘를 맡기도 했다. 1916년 4월부터는 ANZAC 기마사단과 제42보병사단, 그리고 다수의 오스트레일리아 및 뉴질랜드 편제가 수에즈 운하 방어에 배치되었다.

### 1917
1917년에는 동부군이 7월에 해체되었고, 에드먼드 알렌비의 원정군 개편으로 8월에 제20군단, 제21군단이 이집트 원정군에 신설되었다. 사막 기동군 역시 1917년 6월 확장된 뒤 사막기마군단으로 8월 21일 개편되었다.

### 1918
이집트 원정군은 초기에 주로 영국군과 이집트군으로 구성되어 있었지만, 대부분의 영국군은 1918년 초 독일의 춘 공세를 막기 위해 서부 전선으로 파견되었다. 그동안 인도, 호주 및 뉴질랜드에서 새로운 병력이 파견되었는데, 특히 이들이 군대의 큰 부분을 차지했다. 대부분의 이슬람 인도군 병력이 이 지역에서 탈영하여 전쟁 초기에 연합군에 반기를 들고 오스만 제국군과 합류할 것을 우려했지만, 이러한 우려는 그렇지 않았다. 인도군은 대부분의 주요 전투에서 최전방에서 용감하게 싸웠다. 또한 작은 프랑스군 및 이탈리아군 부대도 포함되어 있었다. 이들은 각각 길 드 필핀 드 피에파프가 이끄는 팔레스타인 및 시리아 분견대와 프란체스코 다고스티노가 이끄는 팔레스타인 이탈리아 분견대였다. 메카의 파이살 빈 알리가 이끄는 아랍 반란군도 앨런비의 다마스쿠스 공세 중 비공식적으로 함께 투입되었다.